# Gregory River (vattendrag i Australien, Queensland, lat -17,88, long 139,28)
Gregory River är ett vattendrag i Australien. Det ligger i delstaten Queensland, omkring 1 800 kilometer nordväst om delstatshuvudstaden Brisbane.
Trakten runt Gregory River består i huvudsak av gräsmarker. Trakten runt Gregory River är nära nog obefolkad, med mindre än två invånare per kvadratkilometer. Genomsnittlig årsnederbörd är 794 millimeter. Den regnigaste månaden är februari, med i genomsnitt 220 mm nederbörd, och den torraste är augusti, med 1 mm nederbörd.